# Even Jehuda
Even Jehuda (hebräisch אֶבֶן יְהוּדָה Stein Jehudahs) ist ein Lokalverband im Zentralbezirk von Israel mit 13.700 Einwohnern (2018) auf einer Fläche von 8,398 km².

## Geschichte
Even Jehuda wurde 1932 gegründet. 1950 wurde der Ort zum Lokalverband ernannt. Der Ort wurde nach Eliezer Ben-Jehuda benannt.

## Bevölkerungsentwicklung
| Jahr      | 1955  | 1961  | 1972  | 1983  | 1995  | 2005  | 2012   | 2015   | 2016   |
| Einwohner | 2.500 | 3.500 | 3.800 | 4.600 | 7.400 | 9.400 | 12.412 | 13.221 | 13.542 |

## Söhne und Töchter der Stadt
- Opal Sofer (* 1997), Fußballspielerin

## Galerie

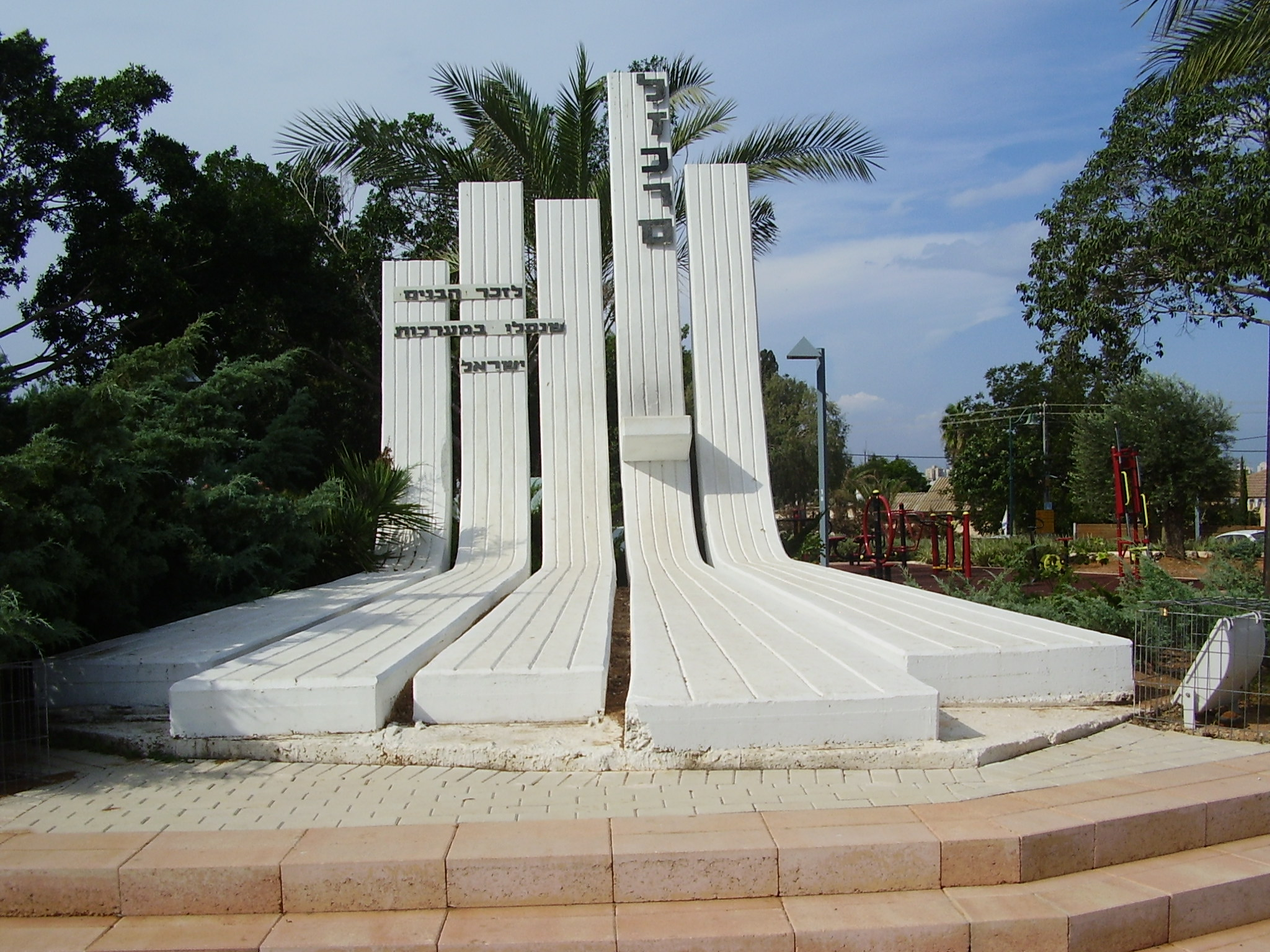
Kriegsdenkmal in Even Jehuda.
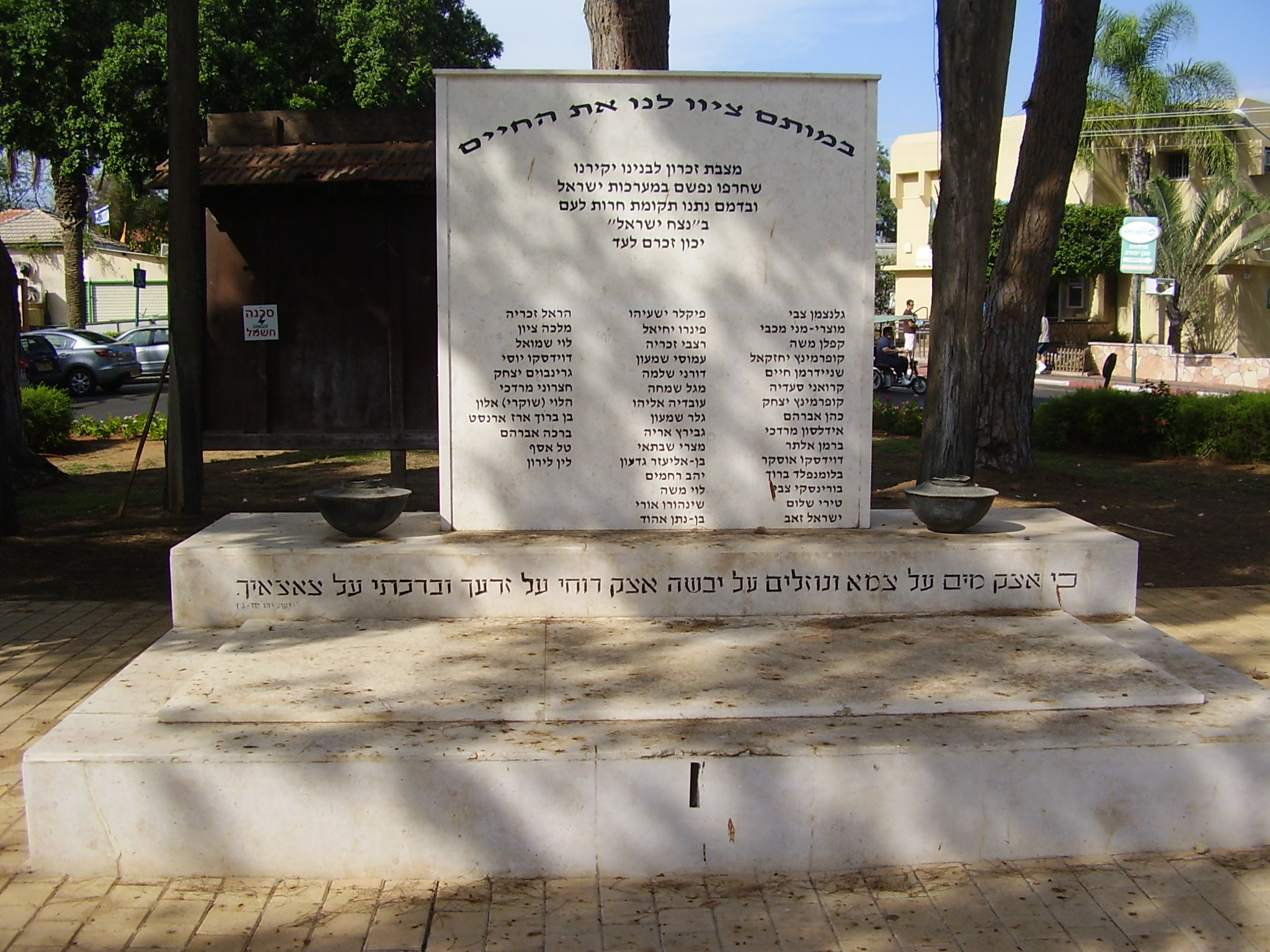
Kriegsdenkmal in Even Jehuda.